# Barry Sullivan
Barry Sullivan (Nova Iorque, 29 de agosto de 1912 – Sherman Oaks, California, 6 de junho de 1994), foi um ator estadunidense.

## Vida e carreira
Apesar de nunca ter atingido o estrelato, Barry Sullivan construiu uma sólida carreira como ator coadjuvante. Seu pai alimentava ambições políticas para ele, mas elas logo se dissiparam quando Barry descobriu a dramaturgia ao atuar em uma peça na Universidade Temple, em Filadélfia, onde cursava Direito. Enquanto trabalhava sucessivamente como lavador de automóveis, guarda de estacionamento, segurança de teatro e vendedor, percorria a Broadway à procura de papéis. Finalmente, estreou em 1936, em I Want a Policeman, um fracasso a que se seguiram vários outros. O sucesso veio com a comédia The Man Who Came to Dinner, contudo seu saldo nos palcos sempre foi negativo: com exceção de The Caine Mutiny, encenada no começo da década de 1950, todas suas outras peças fracassaram. Entrou para o cinema na década de 1940 participando de alguns curtas-metragens, mas foi apresentado oficialmente ao grande público no suspense Explosivo (High Explosive, 1943), produção B da Paramount (outras fontes indicam o faroeste A Mulher da Cidade/Woman of the Town, 1943).
Após diversas produções menores em diversos estúdios, das quais se destaca Até o Céu Tem Limites (The Great Gatsby), 1949), Sullivan assinou com a MGM. Ali trabalharia com grandes astros e diretores, como Clark Gable em Quando Morre uma Ilusão (Any Number Can Play, 1949), de Mervyn LeRoy, Barbara Stanwick em Vida Contra Vida (Jeopardy, 1952), de John Sturges e Lana Turner em Perdidamente Tua (A Life of Her Own, 1950), de George Cukor e Assim Estava Escrito (The Bad and the Beautiful, 1952), de Vincente Minnelli.
Ator versátil, Sullivan nunca conheceu o ostracismo, mercê do cuidado com que escolhia seus papéis. Sentia-se confortável em comédias, como Amor Vai, Amor Vem (Ground for Marriage, 1950), filmes de gângster (A Quadrilha Escarlate/The Purple Gang, 1959), dramas românticos (Os Amores Secretos de Eva/Queen Bee, 1955, com Joan Crawford) ou nos muitos faroestes de que participou, ao lado de, entre outros, Barbara Stanwick (Até a Última Bala/The Maverick Queen, 1955 e Dragões da Violência/Forty Guns, 1957), Claudette Colbert (O Drama de uma Consciência/Texas Lady, 1955), Audie Murphy (Matar por Dever/Seven Ways from Sundown, 1960) e Robert Redford (Willie Boy/Tell Them Willie Boy Is Here, 1969). Teve atuação destacada também na televisão, onde estrelou diversos filmes e as séries The Tall Man, The Road West, Harbourmaster e The Man Called X. Foi ator convidado em inúmeras outras, como Bonanza, Streets of San Francisco (Ruas de São Francisco, no Brasil), Cannon e Little House on the Prairie (Os Pioneiros, no Brasil).
Sullivan casou-se em 1937 com a atriz Marie Browne. Com ela teve dois filhos, Johnny e Jenny. Johnny era portador de problemas mentais e acabou sendo internado em uma instituição em Santa Barbara. Por isso, Sullivan considerava que o personagem mais importante que interpretou foi o de pai de Yvette Mimieux, a jovem mentalmente perturbada de Luz na Praça (Light in the Piazza, 1962). O papel era pequeno mas permitiu-lhe reviver seu drama pessoal, responsável por períodos de grande depressão, dos quais saiu graças à ajuda de Bette Davis, que passara pelo mesmo problema. Um pacote com cartas não enviadas, que Barry escreveu para o filho doente, foi descoberto anos mais tarde por Jenny, naquela altura já dedicada à dramaturgia, resultando na peça "Journals for John", levada aos palcos em 2001.
Esse primeiro casamento terminou em divórcio em 1958. No mesmo ano, Sullivan desposou a também atriz Gita Hall, que lhe deu uma filha, Patricia, futura modelo. O casamento chegou ao fim em 1961, submerso em um mar de discussões devidamente registradas pela crônica de Hollywood. Em 1962, casou-se pela terceira vez, agora com a egípcia Desirée Sumara, jovem aspirante a estrela. A união também acabou em divórcio, em 1965. A fuga a essas derrotas pessoais era proporcionada pela carreira, a que Sullivan se dedicou até a década de 1980, quando se aposentou por vontade própria. Nos últimos anos de vida, tornou-se escritor, tendo publicado diversos romances sentimentais. Faleceu de insuficiência respiratória aos 81 anos de idade.

## Filmografia
Todos os títulos em Português referem-se a exibições no Brasil. Estão listados apenas seus longas-metragens.
| - 1943 Explosivo (High Explosive) - 1943 Legião Branca (So Proudly We Hail) - 1943 A Mulher da Cidade (The Woman of the Town) - 1944 A Mulher Que Não Sabia Amar (Lady in the Dark) - 1944 A Favorita dos Deuses (Rainbow Island) - 1944 Nunca É Tarde (And Now Tomorrow) - 1945 A Taverna de Duffy (Duffy's Tavern) - 1945 A Liga de Gertie (Getting Gertie's Garter) - 1946 Delírio (Suspense) - 1946 Paula (Framed) - 1947 O Segredo de uma Mulher (Smart Woman) - 1947 O Gângster (The Gangster) - 1949 Até o Céu Tem Limites (The Great Gatsby) - 1949 O Último Malfeitor (Bad Men of Tombstone) - 1949 Tensão (Tension) - 1949 Quando Morre uma Ilusão (Any Number Can Play) - 1949 Romance Carioca (Nancy Goes to Rio) - 1950 Perdidamente Tua (A Life of Her Own) - 1950 Sangue de Bravos (The Outriders) - 1950 Amor Vai, Amor Vem (Ground for Marriage) - 1950 Os Três Xarás (Three Guys Named Mike) - 1950 Calúnia (Cause for Alarm) - 1950 Depois da Tormenta (Payment on Demand) - 1951 É Proibido Amar (Mr. Imperium) - 1951 Inside Straight - 1951 No Questions Asked - 1951 O Homem Desconhecido (The Unknown Man) - 1951 Eva na Marinha (Skirts Ahoy!) - 1952 Assim Estava Escrito (The Bad and the Beautiful) - 1952 Vida Contra Vida (Jeopardy) - 1953 Jornada Cruel (Cry of the Hunted) - 1953 Aventura na China (China Venture) - 1954 Comandos do Ar (Strategic Air Command) - 1954 O Evadido (Loophole) - 1954 Amantes por uma Noite (Playgirl) - 1954 A Vingança do Gângster (The Miami Story) - 1954 Homens de Sua Vida (Her Twelve Men) - 1955 Amores Secretos de Eva (Queen Bee) - 1955 O Drama de uma Consciência (Texas Lady) - 1956 Até a Última Bala (The Maverick Queen) - 1956 Pagaram com o Próprio Sangue (Dragoon Wells Massacre) - 1956 Julie (Julie) - 1957 Herança de um Forçado (The Way to the Gold) - 1957 Dragões da Violência (Forty Guns) | - 1958 Vítima de uma Paixão (Another Time, Another Place) - 1958 Abutres do Mar (Wolf Larsen) - 1959 Quadrilha Escarlate (The Purple Gang) - 1960 Matar por Dever (Seven Ways from Sundown) - 1961 Luz na Praça (Light in the Piazza) - 1962 Águias em Alerta (A Gathering of Eagles) - 1963 O Homem sem Face (Pyro) - 1963 As Duas Faces da Lei (Man in the Middle) - 1964 Diligência para o Inferno (Stage to Thunder Rock) - 1965 Meu Sangue Ficou Gelado (My Blood Runs Cold) - 1965 Chama Ardente (Harlow) - 1965 Intimidade Perigosa (Intimacy) - 1965 O Planeta dos Vampiros (Terrore Nello Spazio) - 1966 Eu Te Verei no Inferno, Querida (An American Dream) - 1966 O Ópio Também É uma Flor (The Poppy Is Also a Flower) - 1967 Shark - 1968 Como Roubar o Mundo (How to Steal the World) - 1968 O Perigo Caminha a Meu Lado (Buckskin) - 1969 Astúcia e Cobiça (It Takes All Kinds) - 1969 Willie Boy (Tell Them Willie Boy is Here) - 1969 O Imortal (The Imortal); TV - 1969 Retrato de um Pesadelo (Night Gallery); TV - 1969 Esta Terra Selvagem (This Savage Land); TV - 1970 O Que Aconteceu a Miriam? (The House on Greenapple Road); TV - 1970 Yuma (Yuma); TV - 1972 Cannon (Cannon); TV - 1972 Kung Fu (Kung Fu); TV - 1972 O Mágico (The Magician); TV - 1972 À Beira da Difamação (Savage); TV - 1973 Três Cartas de Amor (Letters from Three Lovers); TV - 1974 Terremoto (Earthquake) - 1974 Tempestade (Hurricane); TV - 1975 Cavalgada Infernal (Take a Hard Ride) - 1975 O Fator Humano (The Human Factor) - 1976 Império do Crime (Napoli Violenta) - 1976 Era uma Vez... uma Águia (Once a Eagle); TV - 1977 Alguém Lá em Cima Gosta de Mim (Oh, God!) - 1977 Caravanas (Caravans) - 1977 O Suborno (The Washington Affair); TV - 1977 O Grande Júri (Grand Jury) - 1978 O Bastardo (The Bastard); TV - 1978 Os Imigrantes (The Immigrants); TV - 1980 Casino; TV - 1987 The Last Straw |